# Valdezcaray
Koordinaten: 42° 15′ 26″ N, 2° 58′ 16″ W

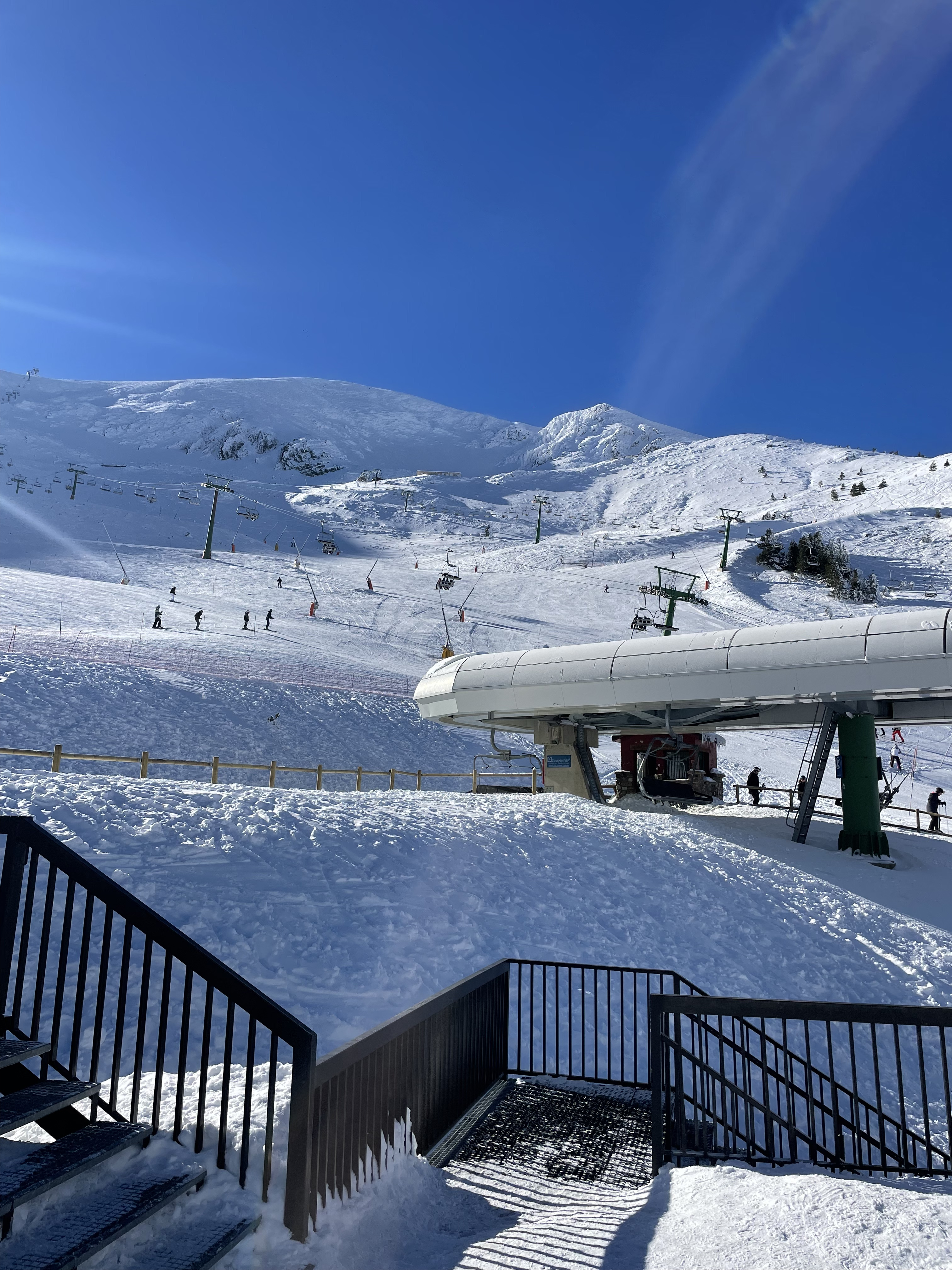
Wintersportgebiet Valdezcaray

Die Estación de esquí de Valdezcaray (kurz: Valdezcaray) ist ein spanisches Wintersportgebiet im Iberischen Gebirge. Es befindet sich in der Region La Rioja.

## Lage
Valdezcaray befindet sich in der Sierra de la Demanda, einem Teil des Iberischen Gebirges, der im Westen von La Rioja liegt. Die Pisten befindet sich auf den Nordhängen der 2271 Meter hohen Pico San Lorenzo. Naheliegende Städte sind das westliche Burgos und östlich Logroño mit Entfernungen von rund 60 Kilometern. Erreichbar ist das Skigebiet über die LR-416.

## Wintersport
Das Wintersportgebiet liegt zwischen einer Höhe von 2100 und 1600 Metern und umfasst 26 Pisten.
- 26 Pisten: 6 grüne (Anfänger), 6 blaue (leicht), 10 rote (mittel) und 2 schwarze (schwer), sowie 2 unpräparierte Pisten
- 7 Lifte/Bahnen

## Radsport
Bislang fanden fünf Bergankünfte der Vuelta a España in Valdezcaray statt (Stand 2024). Die erste Befahrung erfolgte im Jahr 1988 im Rahmen der 11. Etappe, die in Santander gestartet wurde. Den Etappensieg sicherte sich der Ire Sean Kelly, der schlussendlich auch die Gesamtwertung der Rundfahrt für sich entschied. Der rund 14 Kilometer lange Anstieg galt mit einer Länge von rund 14 Kilometern und einer durchschnittlichen Steigung von etwas mehr als 5 % als Bergwertung der 1. Kategorie.
Nach nur einem Jahr kehrte die Spanien-Rundfahrt zu dem Wintersportgebiet zurück, wobei sie den Schlussanstieg nun im Rahmen eines Einzelzeitfahrens absolvierte. Das anspruchsvolle Bergzeitfahren, das in Ezcaray gestartet wurde und über eine Distanz von 24 Kilometern führte, wurde im Anschluss auch in den Jahren 1990 und 1991 ausgetragen. Als Etappensieger gingen Pedro Delgado, Jean-François Bernard und Fabio Enrique Parra hervor, wobei Letzterer mit einer Zeit von rund 51 Minuten (28,3 km/h im Schnitt) den Streckenrekord aufstellte. In den Jahren 1990 und 1991 wurde die Auffahrt zum Ziel der Categoria especial zugeordnet.
Nach längerer Abwesenheit kehrte die Auffahrt zur Estación de esquí de Valdezcaray im Jahr 2012 ins Programm der Vuelta a España zurück. Den Etappensieg sicherte sich damals der Australier Simon Clarke aus der Ausreißergruppe. Dahinter kam es zu einer Kontroverse als das Team Sky trotz eines Sturzes des gesamtführenden Alejandro Valverde das Tempo forcierte. Der Spanier verlor an jenem Tag das Rote Trikot und büßte im Kampf um den Rundfahrtsieg fast eine Minute auf seine Kontrahenten.
Im Jahr 2025 soll die Vuelta a España im Rahmen der 9. Etappe erneut eine Bergankunft in Valdezcaray abhalten. Der Anstieg gilt als Bergwertung der 1. Kategorie.
| Jahr  | Etappe     | Bergwertung   | Fahrer                |
| ----- | ---------- | ------------- | --------------------- |
| 1988  | 11. Etappe | 1. Kategorie  | Sean Kelly            |
| 1989* | 15. Etappe | unbekannt     | Pedro Delgado         |
| 1990* | 15. Etappe | ESP Kategorie | Jean-François Bernard |
| 1991* | 14. Etappe | ESP Kategorie | Fabio Enrique Parra   |
| 2012  | 4. Etappe  | 1. Kategorie  | Simon Clarke          |
| 2025  | 9. Etappe  | 1. Kategorie  |                       |

* Einzelzeitfahren